# Acanthogorgia thomsoni
Acanthogorgia thomsoni is een zachte koraalsoort uit de familie Acanthogorgiidae. De koraalsoort komt uit het geslacht Acanthogorgia. Acanthogorgia thomsoni werd in 1913 voor het eerst wetenschappelijk beschreven door Gravier. 